# Willis S. Matthews
Willis Small Matthews (* 18. Dezember 1904 in Jackson, Madison County, Tennessee; † 29. März 1981 in Washington, D.C.) war ein Generalmajor der United States Army. Er war unter anderem Kommandeur der 1. Infanteriedivision.
Willis Matthews war der Sohn von James Smith Matthews (1871–1964) und dessen Frau Rebecca Adelina Small (1876–1949). Zwischen 1924 und 1927 durchlief er die United States Military Academy in West Point. Nach seiner Graduation wurde er als Leutnant in das US-Heer aufgenommen. In der Armee durchlief er anschließend alle Offiziersränge  bis zum Generalmajor. In den Jahren vor dem Zweiten Weltkrieg war er an verschiedenen Militärbasen in und außerhalb der Vereinigten Staaten stationiert. Unter anderem war er auch auf den Philippinen tätig.
Während des Zweiten Weltkriegs war Matthews im asiatisch-pazifischen Raum als Stabsoffizier eingesetzt. Über eventuelle militärische Einsätze ist nichts bekannt. Später diente er fünf Jahre lang im Stab von Omar N. Bradley, dem damaligen Joint Chiefs of Staff. Anschließend war er für einige Zeit in Deutschland und dann beim damaligen NATO-Hauptquartier in Frankreich tätig, ehe er zwischen Januar 1956 und April 1957 das Kommando über die 1. Infanteriedivision übernahm. Es folgte noch ein Kommando in Südkorea über die dortige U.S. Military Assistance Group. Seine letzte militärische Funktion war die des stellvertretenden Kommandeurs der 1. Armee. Im Jahr 1963 ging er in den Ruhestand.
Willis Matthews verbrachte seinen Lebensabend in Chevy Chase. Er arbeitete für einige Jahre für die Firma Research Analysis Corporation in McLean (Virginia). Er war mit Eugenia Phillips Matthews (1904–1991) verheiratet, mit der er eine Tochter hatte. Er starb am 29. März 1981 an einem Schlaganfall in Washington D.C. und wurde auf dem Nationalfriedhof Arlington beigesetzt. Willis Matthews erhielt im Lauf seiner militärischen Laufbahn als Auszeichnungen unter anderem die Army Distinguished Service Medal und die Bronze Star Medal.